# Mudir
Mudir és el nom del governador de província (mudiriyya o governació) a Egipte. El càrrec fou creat el 1813 per Muhammad Ali quan va crear la moderna divisió administrativa. Les funcions principals del mudir eren el control de la producció agrícola, industrial i el reg de cada província i disposava d'un subordinat, el mamur, que formava un equip anomenat markaz; un altre auxiliar era el nazir, i el seu equip era el kism, que és considerat un sub-òrgan del markaz. El càrrec va desaparèixer temporalment sota Said Pasha (1854-1863) per la tendència opressiva dels mudirs, però després es va restaurar. Fins al 1854 els mudirs foren sempre turcs però després de 1863 hi van accedir els autòctons.
També va existir a l'Imperi Otomà, vegeu Mutasarrif